# Verônica Lima
Verônica dos Santos Lima (São Gonçalo, 4 de novembro de 1973) é uma assistente social e política brasileira, filiada ao Partido dos Trabalhadores. Atualmente é deputada estadual do Rio de Janeiro, tendo antes sido secretária de Assistência Social e Direitos Humanos e vereadora por três mandatos em Niterói.

## Biografia
Formada na área de assistência social, iniciou sua participação política no movimento estudantil secundarista. Foi funcionária no gabinete do deputado federal Chico d'Ângelo e candidatou-se à Câmara de Vereadores de Niterói em 2004 e 2008, não sendo eleita. Novamente candidata em 2012, recebeu 3.030 votos e foi eleita a primeira negra vereadora da cidade, sendo reeleita em 2016 e 2020. Em seu mandato, presidiu a Comissão de Habitação, criou o primeiro Estatuto Municipal de Igualdade Racial do Brasil, a Lei de Diretrizes para Mulheres Vítimas de Violência e a lei que destina 3% das vagas em serviços e obras públicas para moradores em situação de rua. Licenciou-se do mandato para ocupar os cargos de administradora regional de Santa Rosa e subsecretária de Segurança Alimentar e Nutricional.
Entre 2015 e 2018, Verônica esteve à frente da Secretaria de Assistência Social e Direitos Humanos de Niterói, nas administrações do prefeito Rodrigo Neves, tendo deixado o posto de abril a dezembro de 2016 para concorrer à reeleição como vereadora.
Foi candidata a deputada federal em 2018, não sendo eleita. Em 2022, concorreu a deputada estadual e foi eleita com 55.738 votos, correspondente a 0,65% dos votos válidos, sendo a terceira maior votação do partido. Em 2023, foi eleita presidente da Comissão de Cultura da ALERJ.
Em fevereiro de 2024, votou contra a manutenção do mandato da deputada Lucinha, que havia sido afastada do cargo pelo Tribunal de Justiça do estado, acusada de possuir ligações com milicianos.